# Den Thaarupgaardske Stiftelse
Den Thaarupgaardske Stiftelse oprettedes af Tønne Juul (1620-1684) og hustru Anne Cathrine Friis (1630-1698) i henhold til testamente af 24. august 1681 og ved fundats af 21. januar 1698 med Tårupgård i Fjends Herred, Viborg Amt. Gården solgtes 1807. Ny fundats af 21. marts 1815. 6 frøkener i 1. klasse, 6 i 2. og 12. i 3. nyder hver renten, henholdsvis af 8000, 6000 og 4000 kr. Døtre af danske adelige eller af mænd i de fire første rangklasser kan indskrives i stiftelsen, hvis kapital i 1925 var ca. 368.000 kr. Direktionen tilfalder slægten Juuls ældste mand.